# Памятник труженикам тыла (Киров)
Памятник труженикам тыла («Кировчанам труженикам тыла») — памятник в городе Киров Кировской области.
Монумент установлен в городском сквере на углу улиц Профсоюзной и Карла Маркса в память о самоотверженном труде кировчан в годы Великой Отечественной войны по инициативе Кировского областного совета ветеранов (пенсионеров) войны, труда, Вооружённых Сил и правоохранительных органов. На конкурс, объявленный региональным отделением «Российского военно-исторического общества», было представлено двенадцать проектов. В состав комиссии конкурса входил директор Кировского областного краеведческого музея, доктор исторических наук, профессор Михаил Сергеевич Судовиков. Победителем стала художник-скульптор из Ростова-на-Дону Мария Галас.
Торжественное открытие памятника состоялось 2 сентября 2016 года — в день 71-й годовщины окончания Второй мировой войны. В нём приняли участие: временно исполняющий обязанности губернатора Кировской области Игорь Васильев; глава города Кирова Владимир Быков; председатель Кировского областного совета ветеранов (пенсионеров) войны, труда, Вооружённых Сил и правоохранительных органов Анатолий Кузьмин; автор проекта Мария Галас. На церемонии присутствовали также ветераны войны и труженики тыла, жители и учащиеся Кирова.
Монумент изготовлен из бронзы и представляет собой фигуру мальчика, передающего из своих рук автомат ППШ воинам Красной армии. За спиной подростка установлен барельеф в виде пилона с изображением различных видов деятельности тружеников тыла на оружейных и механических заводах, на ткацких фабриках, на колхозных полях. На тыльной стороне пилона — также барельефы из отрывков фронтовых писем, рисунков газет военного времени.
Памятник установлен на постамент, отделанный коричневым гранитом. На лицевой части постамента табличка с надписью: «Кировчанам труженикам тыла». Высота памятника — 5 метров, вес — 2000 килограмм. Изготовлен на скульптурном предприятии «Лит Арт Архивная копия от 8 августа 2020 на Wayback Machine» в городе Жуковском Московской области. Помощниками Марии Галас были архитекторы Андрей Шипунов и Константин Ашихмин.